# Kanji
Els kanji (漢字), pronúncia japonesa [kaɲdʑi], són els caràcters d'origen xinès, de l'època de la dinastia Han, que s'utilitzen a l'escriptura japonesa junt amb els sil·labaris katakana i hiragana.
Alguns dels caràcters, anomenats manyōgana (万葉仮名) en honor de la col·lecció de poemes del segle viii Manyōshū (万葉集), tenen només valor fonètic. Altres funcionen com a ideogrames, és a dir sustenten el valor conceptual de la paraula i un tercer grup són híbrids entre els dos sistemes anteriors, o sigui, tenen una part de suport fonètic i una altra d'aproximació al concepte requerit.
L'aparició dels kanji al Japó daten del segle iv; foren introduïts al país via Corea i varen començar a ser adoptats pels japonesos per escriure el japonès que fins llavors, mancava de forma escrita.

## Lectura dels kanji
Els kanji tenen dues categories de significats i pronúncies, que es coneixen com a «lectures»: les lectures on (音読み o on'yomi) i les lectures kun (訓読み o kun'yomi).
Les lectures on es deriven de les pronúncies xineses del caràcter, i se solen emprar quan el kanji forma part d'una paraula composta. Les lectures kun s'utilitzen normalment quan el kanji està sol o seguit de hiragana. La major part dels kanji té almenys una lectura on i una lectura kun. Alguns kanji tenen una tercera lectura menys coneguda anomenada lectura nanori, que s'utilitza per a noms de persones.
Existeixen excepcions a aquestes regles, ja que molts kanji no tenen lectura kun i uns pocs no tenen lectura on. Alguns utilitzen la lectura kun, i no la lectura on, per formar paraules compostes.
Si els kanji no estan acompanyats de hiragana, se solen llegir de dos en dos i amb la lectura on. La paraula "kanji" (漢字) n'és un perfecte exemple, i la seva pronúncia prové de la paraula xinesa "hanzi".

## Kanji ifurigana
Els kanji ocasionalment van acompanyats per furigana, que són caràcters hiragana escrits al costat dels kanji, per facilitar-ne la lectura. S'utilitza el furigana sobretot en llibres per a nens i en els manga (còmics japonesos) per facilitar l'aprenentatge dels caràcters. També s'utilitza el furigana per a caràcters kanji que no són inclosos en la llista dels 1945 kanji més utilitzats (Jōyō kanji).